# Gustav Albrecht
Gustav Albrecht (* 4. července Hermannstadt) byl české profesor matematiky a fyziky.
V roce 1883 získal doktorát filozofie na vídeňské univerzitě. Od roku 1885 byl profesorem matematiky a fyziky na moravských gymnáziích a reálkách (např. Brno, Moravská Třebová). Od roku 1894 působil na státní průmyslové škole v Brně.
Je autorem prací Geschichte der Elektricität mit Berücksichtigung ihrer Anwendungen (Vídeň 1885, 336 str.), Adam Ries und die Entwickelung unserer Rechenkunst (Praha 1894, 18 str.) a učebnice Die Elektricität (Heilbronn 1897, 167 str.)